# Gilles Simon
Gilles Simon (Nizza, Franciaország; 1984. december 27. –) francia hivatásos teniszező. 2002-ben kezdte meg profi karrierjét. Eddig összesen 13 ATP-tornát nyert. Legjobb Grand Slam-eredményét a 2009-es Australian Openen érte el, ahol a negyeddöntőig jutott.

## ATP-döntői

### Egyéni

#### Győzelmei (13)
| Összesítés                                            | Összesítés |
| ----------------------------------------------------- | ---------- |
| Grand Slam-torna                                      | (0)        |
| ATP World Tour Masters 1000 / ATP Masters Series      | (0)        |
| ATP World Tour 500 Series / International Series Gold | (1)        |
| ATP World Tour 250 Series / International Series      | (12)       |
| ATP World Tour Finals / Tennis Masters Cup            | (0)        |

| #   | Dátum                | Torna                                   | Borítás    | Ellenfél a döntőben | Eredmény a döntőben |
| --- | -------------------- | --------------------------------------- | ---------- | ------------------- | ------------------- |
| 1   | 2007. február 18.    | Open 13, Marseille                      | Kemény (f) | Márkosz Pagdatísz   | 6-4, 7-6(3)         |
| 2\| | 2007. szeptember 16. | BCR Open Romania, Bukarest              | Salak      | Victor Hănescu      | 4-6, 6-3, 6-2       |
| 3   | 2008. május 19.      | Grand Prix Hassan II, Casablanca        | Salak      | Julien Benneteau    | 7-5, 6-2            |
| 4   | 2008. július 20.     | Indianapolis TC, Indianapolis           | Kemény     | Dmitrij Turszunov   | 6-4, 6-4            |
| 5   | 2008. szeptember 14. | BCR Open Romania, Bukarest              | Salak      | Carlos Moyà         | 6-3, 6-4            |
| 6   | 2009. szeptember 28. | PTT Thailand Open, Bangkok              | Kemény (f) | Viktor Troicki      | 7-5, 6-3            |
| 7   | 2010. szeptember 20. | Moselle Open, Metz                      | Kemény (f) | Mischa Zverev       | 6-3, 6-2            |
| 8   | 2011. január 10.     | Apia International Sydney, Sydney       | Kemény     | Viktor Troicki      | 7-5, 7-6            |
| 9\| | 2011. július 18.     | 2011 International German Open, Hamburg | Salak      | Nicolás Almagro     | 6-4, 4-6, 6-4       |
| 10  | 2012. április 23.    | BRD Năstase Țiriac Trophy, Bukarest     | Salak      | Fabio Fognini       | 6-4, 6-3            |
| 11  | 2013. szeptember 22. | Moselle Open, Metz                      | Kemény (f) | Jo-Wilfried Tsonga  | 6-4, 6-3            |
| 12  | 2015. február 22.    | Open 13, Marseille                      | Kemény (f) | Gaël Monfils        | 6-4, 1-6, 7-6(4)    |
| 13  | 2018. január 7.      | Tata Open Maharashtra, Púna             | Kemény     | Kevin Anderson      | 7-6(4), 6-2         |

#### Elvesztett döntői (6)
| #   | Dátum                | Torna                           | Borítás    | Ellenfél a döntőben | Eredmény a döntőben |
| --- | -------------------- | ------------------------------- | ---------- | ------------------- | ------------------- |
| 1   | 2006. április 10.    | Valencia Open, Valencia         | Salak      | Nicolás Almagro     | 2-6, 3-6            |
| 2   | 2008. október 13.    | Madrid Masters, Madrid          | Kemény (f) | Andy Murray         | 4-6, 6-7(6)         |
| 3   | 2012. szeptember 30. | PTT Thailand Open, Bangkok      | Kemény (f) | Richard Gasquet     | 2-6, 1-6            |
| 4   | 2013. június 22.     | AEGON International, Eastbourne | Fű         | Feliciano López     | 6-7(2), 7-6(5), 0-6 |
| 5   | 2014. október 12.    | Shanghai Masters, Sanghaj       | Kemény     | Roger Federer       | 6-7(6), 6-7(2)      |
| 6\| | 2015. szeptember 27. | Moselle Open, Metz              | Kemény (f) | Jo-Wilfried Tsonga  | 6-7(5), 6-1, 2-6    |

## Eredményei Grand Slam-tornákon
| Év   | Australian Open | Australian Open    | Roland Garros | Roland Garros        | Wimbledon   | Wimbledon             | US Open  | US Open               |
| Év   | Eredmény        | Utolsó ellenfél    | Eredmény      | Utolsó ellenfél      | Eredmény    | Utolsó ellenfél       | Eredmény | Utolsó ellenfél       |
| ---- | --------------- | ------------------ | ------------- | -------------------- | ----------- | --------------------- | -------- | --------------------- |
| 2005 | -               | -                  | 1. kör        | Olivier Patience     | -           | -                     | -        | -                     |
| 2006 | 3.kör           | Thomas Johansson   | 1.kör         | Óscar Hernández      | 1.kör       | Sébastien Grosjean    | 2.kör    | Richard Gasquet       |
| 2007 | 1.kör           | Amer Delic         | 2.kör         | Paul-Henri Mathieu   | -           | -                     | 2.kör    | Fernando Verdasco     |
| 2008 | 3.kör           | Rafael Nadal       | 1.kör         | Radek Štěpánek       | 3.kör       | Richard Gasquet       | 3.kör    | Juan Martín del Potro |
| 2009 | Negyeddöntő     | Rafael Nadal       | 3.kör         | Victor Hănescu       | 4.kör       | Juan Carlos Ferrero   | 3.kör    | Juan Carlos Ferrero   |
| 2010 | -               | -                  | -             | -                    | 3.kör       | Andy Murray           | 3.kör    | Rafael Nadal          |
| 2011 | 2.kör           | Roger Federer      | 4.kör         | Robin Söderling      | 3.kör       | Juan Martín del Potro | 4.kör    | John Isner            |
| 2012 | 2.kör           | Julien Benneteau   | 3.kör         | Stanislas Wawrinka   | 2.kör       | Xavier Malisse        | 3.kör    | Mardy Fish            |
| 2013 | 4.kör           | Andy Murray        | 4.kör         | Roger Federer        | 1.kör       | Feliciano López       | -        | -                     |
| 2014 | 3.kör           | Jo-Wilfried Tsonga | 3.kör         | Miloš Raonić         | 3.kör       | Novak Đoković         | 4.kör    | Marin Čilić           |
| 2015 | 3.kör           | David Ferrer       | 4.kör         | Stanislas Wawrinka   | Negyeddöntő | Roger Federer         | 1.kör    | Donald Young          |
| 2016 | 4.kör           | Novak Đoković      | 3.kör         | Viktor Troicki       | 2.kör       | Grigor Dimitrov       | 2.kör    | Paolo Lorenzi         |
| 2017 | 3.kör           | Miloš Raonić       | 1.kör         | Nikoloz Basilashvili | 2.kör       | Dominic Thiem         | 1.kör    | Sam Querrey           |

## Év végi világranglista-helyezései
| Év       | 2002 | 2003 | 2004 | 2005 | 2006 | 2007 | 2008 | 2009 | 2010 | 2011 | 2012 | 2013 | 2014 | 2015 | 2016 | 2017 |
| Helyezés | 1331 | 487  | 177  | 124  | 45   | 29   | 7    | 15   | 41   | 12   | 16   | 19   | 21   | 15   | 25   | 89   |